# Effet gourou
L'effet gourou est un mécanisme psychologique qui amène certains individus à admirer et à juger paradoxalement profonds des énoncés qu’ils ne comprennent pas,. Ce concept permet d’expliquer pourquoi certains auteurs voient leur autorité renforcée en vertu de l'obscurité de leurs énoncés.

## Mécanisme
La notion d'effet gourou est théorisée par Dan Sperber. L'effet gourou repose sur trois composantes : un énoncé ou un texte obscur, une figure d’autorité et un auditeur ou lecteur qui a confiance en cette autorité. Pour Sperber, « par "gourou", il faut entendre "maître à penser" et non "maître spirituel dans la tradition brahamique" ».
Le mécanisme est le suivant : lorsqu’une figure d’autorité énonce quelque chose d’obscur, l’auditeur qui a confiance en cette autorité va juger profond ledit énoncé, et cela même s’il ne le comprend pas. Comme le précise le chercheur, il y a de nombreux cas où ce mécanisme ne pose aucun problème et contribue même à faciliter les interactions et la compréhension du monde par les individus. Sperber souligne notamment qu'il est courant de se reposer sur l’autorité d’un individu pour former des croyances. Selon ce dernier, le mécanisme de l'effet gourou peut cependant amener une personne à entrer dans un cercle vicieux : plus elle interprète favorablement un énoncé obscur, plus cela renforce l’autorité qu'elle accordait déjà à la source. Cette autorité accrue facilite ensuite une interprétation encore plus favorable du prochain énoncé obscur, et ainsi de suite. Par conséquent, Sperber affirme que les individus peuvent être amenés à encenser une personne et à lui accorder énormément d'autorité simplement parce qu'ils ne comprennent pas ce qu'elle raconte.
Sperber précise que l’effet gourou concerne tout aussi bien des « gourous honnêtes », qui n’ont pas l’intention de tromper, mais qui profitent tout de même de l'effet du mécanisme, que des gourous malhonnêtes, qui exploitent ce mécanisme à des fins manipulatoires.
La théorie de l'effet gourou est par ailleurs reprise par Sebastian Dieguez, neuroscientifique et chercheur au Laboratoire des Sciences Cognitives et Neurologiques de l’Université de Fribourg. Selon ce chercheur, l'effet gourou permet d'expliquer les mécanismes de réception et de production du bullshit. Selon Dieguez, le caractère obscur des énoncés est une composante essentielle de l'effet gourou, et il caractérise aussi le bullshit. Il affirme que les énoncés obscurs dont il est question dans l'effet gourou s'avèrent souvent être du bullshit. Par conséquent, pour Dieguez, s'intéresser à l'effet gourou, c'est aussi s'intéresser à la production de bullshit et comprendre comment il se répand.
La compréhension de l'effet gourou permet également de prendre connaissance des biais psychologiques qui peuvent intervenir dans les réflexions humaines. De fait, l'effet gourou est repris et vulgarisé par plusieurs chercheurs et chercheuses, notamment par le psychologue et chercheur Nicolas Gauvrit, afin d'étudier et de défendre l'esprit critique,,.

## Effet gourou inverse
L’effet gourou inverse est un concept développé par Sebastian Dieguez qui reprend la structure de l’effet gourou tel que développé par Dan Sperber,. Dieguez l'appelle « effet gourou inverse » puisque l'effet produit par certains propos ne provient pas de l'effort de l'auditeur déchiffrant des énoncés obscurs, mais au contraire de l'effort de l'auteur qui se met au niveau des « simples mortels » pour leur partager son savoir dans un langage clair.
Le mécanisme de l'effet gourou inverse repose sur le fait qu'une personne ayant une certaine autorité peut faire passer des assertions banales pour du pur génie. Dieguez prétend donc qu'il serait possible d'étendre le concept d’effet gourou à des propos qui ne seraient pas nécessairement obscurs, mais à l'inverse parfaitement clairs.
Dans son article, Dieguez défend l'idée que, de manière générale, des énoncés clairs sont considérés par le public comme n'ayant que peu d'intérêt : si ce qui est dit me paraît trop simple à comprendre c'est qu'il n'y a rien de très intéressant à en retirer. Cependant, le chercheur remarque aussi que si ces propos sont conférés par une certaine autorité (intellectuelle, spirituelle ou autre) l'auditeur aura tendance à y voir quelque chose d'exceptionnel. Il évoque l'exemple suivant : puisque l'auteur jouit d'une importante réputation, ce qu'il a à dire est forcément intéressant. L'autorité de l'auteur n'y est alors que renforcée puisqu'il est perçu comme faisant l'effort lui-même de se mettre à la hauteur des gens « normaux » pour expliquer des choses inaccessibles au commun des mortels.
Dieguez y voit dans certains cas un moyen de faire proliférer du bullshit notamment lorsque l'auteur est perçu à tort comme un génie. Pour illustrer son propos, il prend l'exemple d'Idriss Aberkane et du succès de son livre « Libérez votre cerveau !⁣ » qui se veut justement un livre de vulgarisation neuroscientifique. Selon Dieguez, ce livre est rempli de banalités, d'analogies douteuses et certaines études scientifiques sérieuses sont reprises et vulgarisées de manière erronée. Mais, puisque Aberkane, avant d'écrire son livre, jouissait déjà d'une certaine réputation et était relativement connu du grand public notamment de par ses nombreuses apparitions dans les médias où il était la plupart du temps présenté comme un génie, son livre a rencontré un énorme succès. Pour Dieguez, ce succès est dû à l'effet gourou inverse : une autorité qui profère des assertions banales, mais étant considérées comme dignes d'intérêt par un public qui voit en son auteur un génie. L’excès de simplification et le fait de faire l’effort d’être proche des gens, d’être accessible, rend donc, selon Dieguez, des propos inintéressants intéressants.